# O Diário Aberto de R.
O diário aberto de R. é um filme de curta metragem brasileiro de 2003, escrito, dirigido e editado por Caetano Gotardo.

## Sinopse
O filme conta a história de um garoto que sente um amor platônico por seu colega de classe. O personagem escreve na carteira da escola uma espécie de diário, em que conta suas intimidades para que todos vissem.

## Elenco
- Fábio Lucindo como Caio
- Marco Pigossi como Rafael
- Thays Dantas como Silvia
- Gustavo Nobre como Arthur
- Lilian Blanc como Professora

## Prêmios e e participação em festivais
Prêmio do workshop de roteiros da 13ª Mostra Curta Cinema - Festival Internacional de Curtas-Metragens do Rio de Janeiro, em 2003.
Participou do Festival Internacional de Curtas de São Paulo, em 2005.